# Фигередо, Эрнан
Эрна́н Фигере́до Алонсо (исп. Hernán Figueredo Alonzo; 15 мая 1985, Монтевидео, Уругвай) — уругвайский футболист, полузащитник клуба «Дефенсор Спортинг».

## Карьера
Профессиональную карьеру начал в клубе из родного города — «Белья Висте». В 2009 перешёл в «Ливерпуль» (Монтевидео). В составе «Ливерпуля» принял участие в двух самых престижных турнирах Южной Америки — Южноамериканском кубке (2009) и Кубке Либертадорес (2011).
В 2012 перешёл в минское «Динамо». Первые сезоны вышли для полузащитника удачными. Эрнан быстро вписался в игровую схему команды, стал главной атакующей единицей минчан. В сезоне 2013 Фигередо стал лучшим бомбардиром «Динамо» в чемпионате Белоруссии (10 голов), по итогам сезона получил призы: Лучший игрок по мнению болельщиков, Лучший легионер Чемпионата Беларуси. Забивал как минимум 1 мяч в 7 матчах подряд клубу «Гомель» (все встречи в рамках чемпионата). Всего Фигередо забил 8 мячей гомельчанам. Поразительная голевая серия прервалась в 27 туре чемпионата Белоруссии 2014: «Динамо» победило «Гомель» (2 : 0), однако Эрнан был заменён на 70 минуте так и не забив. Сезон 2014 сложился для полузащитника крайне не удачно. Эрнан на старте сезона потерял место в основном составе и большую часть матчей выходил на замену. За сезон было забито всего 2 мяча (оба «Гомелю»). Выступая за минский клуб, провёл 4 матча на групповом этапе Лиги Европы. 30 ноября стало известно, что Фигередо покидает клуб. Контракт разорван по соглашению сторон. За всё время пребывания в «Динамо» полузащитник провёл 98 матчей во всех турнирах, в которых забил 25 голов и отдал 11 голевых передач.
В начале 2015 года стало известно о переходе Эрнана в «Депортес Толима»
В 2016 году стал игроком уругвайского клуба «Торке».

## Достижения
«Динамо» (Минск)
- Серебряный призёр чемпионата Беларуси: 2014
- Бронзовый призёр чемпионата Беларуси: 2012, 2013